# Jack Harkness
Capitão Jack Harkness é um personagem fictício da série de televisão britânica de ficção científica Doctor Who e seu spin-off, Torchwood. Ele foi criado por Russell T Davies e interpretado por John Barrowman. Ele aparece pela primeira vez no episódio "The Empty Child", e posteriormente, aparece nos episódios restantes da primeira temporada (2005) como um companheiro do protagonista da série, o Doutor, em sua nona encarnação. Jack mais tarde se torna o personagem principal da serie Torchwood, que foi ao ar de 2006 a 2011. Barrowman reprisou o papel para aparições em Doctor Who em sua terceira, quarta, e décima segunda temporada, bem como os especiais "The End of Time" e "Revolution of the Daleks".
Em contraste com o Doutor, Jack é mais um herói de ação convencional, além de paquerador e capaz de atos que o Doutor consideraria menos nobres. Na narrativa do programa, Jack começa como um viagem no tempo e vigarista do século 51, que começa a viajar com o Nono Doutor (Christopher Eccleston) e sua companheira Rose Tyler (Billie Piper). Como consequência de sua morte e ressurreição no final da primeira temporada, "The Parting of the Ways", Jack se torna imortal e fica preso na Terra do século XIX. Lá ele se torna membro do Instituto Torchwood, uma organização britânica dedicada a combater ameaças alienígenas. Ele passa mais de um século esperando para se reunir com o Doutor, tempo em que se torna o líder da filial de Torchwood em Cardiff. Mais tarde, ele se reúne com o Décimo Doutor (David Tennant) e a Décima terceira Doutora (Jodie Whittaker) para mais passagens em Doctor Who. Aspectos da história de fundo do personagem — tanto antes de conhecer o Doutor, quanto durante suas muitas décadas vivendo na Terra — são gradualmente revelados em Torchwood (e em menor grau, Doctor Who) através o uso de cenas de flashback e diálogo expositivo.
Jack foi o primeiro personagem abertamente não-heterossexual na história de Doctor Who televisionado. A popularidade do personagem entre vários públicos influenciou diretamente o desenvolvimento da série spin-off Torchwood. O personagem tornou-se uma figura da consciência pública britânica, rapidamente ganhando fama para o ator, Barrowman. Como uma representação contínua de bissexualidade na televisão britânica mainstream, o personagem se tornou um modelo para jovens gays e bissexuais no Reino Unido. Jack aparece em vários livros de Doctor Who e Torchwood e tem figuras de ação criadas à sua semelhança.

## Aparições

### Televisão
Jack Harkness apareceu pela primeira vez em 2005 nos episódio de duas partes de Doctor Who, "The Empty Child" e "The Doctor Dances", quando Rose Tyler (Billie Piper), uma companheira do Nono Doutor (Christopher Eccleston), o conhece durante a Londres Blitz. Embora posando como um voluntário americano na Royal Air Force, Jack é na verdade um ex-"agente do tempo" do século 51 que deixou a agência depois de perder inexplicavelmente dois anos de sua memória. Agora trabalhando como um vigarista, Jack é responsável por involuntariamente liberar uma praga em Londres em 1941. Depois que o Doutor cura a praga, Jack se redime levando uma bomba não detonada para sua nave; o Doutor e Rose o resgatam momentos antes de explodir. Ele posteriormente viaja com o Doutor e Rose na espaçonave de viagem no tempo do Doutor, a TARDIS. Durante seu tempo com o Doutor, Jack amadurece em um herói, e em sua última aparição em 2005, ele se sacrifica lutando contra os alienígenas malignos Daleks. Rose o traz de volta à vida enquanto está impregnadoacom o poder do vórtice do tempo, mas quando o poder a deixa, ela não se lembra de fazê-lo. Ela e o Doutor posteriormente deixam Jack para trás no Satélite 5.
Jack retornou em 2006 como um personagem da série spin-off Torchwood, na qual ele é um membro da Torchwood Three baseada em Cardiff no combate a ameaças alienígenas e monitoramento de uma fenda no espaço-tempo que atravessa Cardiff. Jack é reintroduzido como um homem mudado, relutantemente imortal, tendo passado anos na Terra esperando para se reunir com o Doutor. Jack recruta a policial Gwen Cooper (Eve Myles) para a equipe de especialistas depois que ela os descobre; há indícios de sentimentos românticos entre os dois, mas Gwen tem um namorado e Jack entra em uma relação sexual com o general actotum da equipe Ianto Jones (Gareth David-Lloyd). Apesar de ter trabalhado com ele por algum tempo, seus colegas atuais sabem muito pouco sobre ele; ao longo da série eles descobrem que ele não pode morrer. Jack já foi um prisioneiro de guerra, e foi um interrogador que usou tortura. No final da primeira temporada de Torchwood "End of Days", Jack retorna à TARDIS. Isso leva imediatamente ao episódio de 2007 de Doctor Who "Utopia", onde ele se junta ao Décimo Doutor (David Tennant) e sua companheira Martha Jones (Freema Agyeman). Jack explica que ele voltou do Satélite 5 para os dias atuais viajando para 1869 via manipulador de vórtice, e viveu o século 20 esperando pelo Doutor. No final da temporada, tendo passado um ano em uma linha do tempo alternativa escravizada pelo Mestre (John Simm), Jack opta por retornar à sua equipe em Cardiff. Antes de partir, Jack especula sobre sua imortalidade e relembra sua juventude na Península de Boeshane, revelando que seu apelido tinha sido o "Rodto de Boe", sugerindo que ele pode um dia se tornar o personagem recorrente não-humanóide de mesmo nome, dublado por Struan Rodger.
Na segunda temporada de Torchwood (2008), Jack volta com uma atitude mais leve, e descobre que sua equipe continuou trabalhando em sua ausência. Eles também são mais insistentes em saber de seu passado, especialmente depois de conhecer seu ex-parceiro, o inescrupuloso Capitão John Hart (James Marsters). O episódio "Adam" explora a infância de Jack na Península Boeshane, revelando através de sequências de flashbacks como seu pai Franklin (Demetri Goritsas) morreu e o jovem Jack (Jack Montgomery) perdeu seu irmão mais novo Gray (Ethan Brooke) durante uma invasão alienígena. Flashbacks no penúltimo episódio da temporada "Fragments" retratam a captura de Jack por Torchwood no final do século 19. Inicialmente como prisioneiro, Jack é coagido a se tornar um agente freelance para a organização, e eventualmente se torna líder do Torchwood Three à meia-noite de 1º de janeiro de 2000. O final da temporada apresenta o retorno do Capitão John e do irmão de Jack, Gray (Lachlan Nieboer), que, após uma vida inteira de tortura por alienígenas, quer se vingar de Jack. Enquanto Jack consegue reparar sua amizade com o Capitão John até certo ponto, ele é forçado a colocar seu irmão em estase criogênica depois que Gray mata seus companheiros de equipe Toshiko Sato (Naoko Mori) e Owen Harper (Burn Gorman). Jack posteriormente aparece ao lado do elenco de Torchwood e The Sarah Jane Adventures no final de duas partes da quarta temporada (2008) Doctor Who, "The Stolen Earth" e "Journey's End". Jack é convocado junto com outros ex-companheiros do Doutor para ajudá-lo a derrotar o cientista louco Davros (Julian Bleach) e sua criação, os Daleks. Jack se separa do Doutor mais uma vez, tendo ajudado a salvar o universo da destruição.
A terceira temporada de Torchwood (2009) é uma série de cinco partes intitulada Children of Earth. Alienígenas conhecidos como 4-5-6 anunciam que estão vindo para a Terra. O funcionário público John Frobisher (Peter Capaldi) ordena a destruição de Torchwood para encobrir uma conspiração; em 1965, o governo britânico autorizou Jack a sacrificar doze crianças para o 4-5-6, que é mostrado em flashbacks. Jack é destroçado em uma explosão, mas reconstitui dolorosamente a partir de uma pilha incompleta de partes do corpo; Gwen e Ianto escapam e depois resgatam Jack de uma cova de concreto. A filha de Jack Alice (Lucy Cohu) e seu neto Steven (Bear McCausland) são levados sob custódia pelos assassinos. Os 4-5-6 demandam dez por cento das crianças do mundo. Embora ele tenha entregado doze filhos em 1965, Jack se recusa a desistir de qualquer um desta vez. O 4-5-6 libera um vírus fatal; Ianto morre nos braços de Jack. Para criar o sinal que destruirá 4-5-6, Jack sacrifica Steven. Seis meses depois, tendo perdido seu amante, seu neto e sua filha, ele se despede de Gwen e é transportado a bordo de uma nave alienígena para deixar a Terra para partes desconhecidas. Nas cenas finais do especial de 2010 de Doctor Who "The End of Time", o Doutor gravemente ferido dá a cada companheiro uma despedida antes de sua iminente regeneração. Encontrando Jack em um bar alienígena exótico, ele deixa um bilhete contendo o nome de um membro da tripulação do Titanic Alonso Frame (Russell Tovey), sentado em o lado esquerdo de Jack; os dois passam a flertar.
A quarta temporada de Torchwood, Miracle Day (2011), uma co-produção americana, vê Jack retornar à Terra para investigar um fenômeno em que os humanos não podem mais morrer; Jack descobre que se tornou mortal. Investigando sua conexão com o chamado "milagre", o agente da CIA Rex Matheson (Mekhi Phifer) entrega Jack e Gwen para a América, mas se junta à equipe junto com a sua colega da CIA Esther Drummond (Alexa Havins) depois que os conspiradores da CIA os traem. As investigações de Jack sobre o milagre repetidamente revelam becos sem saída, indicando uma conspiração de décadas para manipular a economia global, bem como instituições políticas, para fins desconhecidos. Os flashbacks em "Immortal Sins" retratam o relacionamento de Jack com o ladrão italiano Angelo Colasanto (Daniele Favilli) no final da década de 1920 na cidade de Nova York, terminando em desgosto depois que Jack é morto, sangrado e torturado repetidamente pela comunidade local. Nos dias atuais, a neta de Angelo, Olivia (Nana Visitor) explica que os descendentes de três empresários locais que desejavam comprar os poderes de Jack – "as Três Famílias" – são os responsáveis pelo milagre, usando o sangue de Jack em conjunto com o que eles chamam de "a Bênção". Em "The Gathering", a equipe finalmente rastreia as Famílias e a Bênção, que se revela ser uma formação geológica antipodal conectada ao campo mórfico da Terra de Xangai e Buenos Aires; a divisão da equipe, tentando alcançar os dois pontos de acesso. Para acabar com o milagre, em "The Blood Line", Jack faz Gwen matá-lo para que seu sangue mortal possa redefinir o campo mórfico humano; Gwen o mata com uma bala no peito, enquanto Rex — que transfundiu ele mesmo com o sangue de Jack para mantê-lo seguro — permite que a Bênção o drene também, em Buenos Aires. Rex sobrevive, e com o campo mórfico restaurado, Jack ressuscita. No funeral de Esther, no entanto, eles descobrem que Rex adquiriu habilidades de autocura como as de Jack.
Após uma ausência de dez anos do show principal, Jack retornou para a décima segunda temporada de Doctor Who no episódio "Fugitive of the Judoon" (2020), onde ele tenta entrar em contato com a Doutora (Jodie Whittaker). Usando uma nave alienígena roubada, ele transporta os companheiros da Doutora Graham O'Brien (Bradley Walsh), Ryan Sinclair (Tosin Cole) e Yasmin Khan (Mandip Gill), confundindo cada um deles com a Doutora. Aprendendo sobre sua identidade e a recente regeneração do Doutor em uma mulher, ele os devolve à Terra, passando-lhes um aviso para dar a Doutora sobre o "solitário Cyberman", antes de se teletransportar após os nanogenes a bordo da nave atacá-lo. Ele retornou no episódio de Ano Novo de 2021 "Revolution of the Daleks", no qual ele tira a Doutora de uma prisão de Judoon, recuperando seu manipulador de vórtice no processo. Mais tarde, ao lado dos companheiros da Doutora, eles repelem uma nova invasão Dalek da Terra. Jack então escolhe ficar na Terra e se reconectar com Gwen Cooper.

### Literatura
Jack aparece nos romances de Doctor Who The Deviant Strain, The Stealers of Dreams, e Only Human. Esses romances acontecem entre os episódios da primeira temporada (2005) de Doctor Who. Em The Stealers of Dreams, Jack se refere ao Rosto de Boe como uma figura famosa em sua era natal; os produtores da série não tinham conceituado a possibilidade de uma conexão de Jack e Boe até a metade da produção da terceira temporda (2007).
A primeira onda de romances de Torchwood, Another Life, Border Princes, e Slow Decay (publicado em janeiro de 2007), são definidos entre os episódios da primeira temporada de Torchwood. Os romances Trace Memory, The Twilight Streets, e Something in the Water (publicados em março de 2008), são definidas durante a segunda temporada de Torchwood que estava sendo exibida simultaneamente. The Twilight Streets sugere que Jack era um agente freelancer do Torchwood na década de 1940, que discordava de seus métodos, mas foi persuadido pelo amor de um ex-namorado, Greg. O romance também explicou que durante os eventos do episódio "Boom Town" de Doctor Who (que foi ambientado em Cardiff), Jack colocou um bloqueio na atividade de Torchwood para não criar um paradoxo envolvendo seu eu passado. Trace Memory da mesma forma retrata Jack como um agente freelancer de Torchwood, vivendo e trabalhando no final dos anos 1960. Pack Animals, SkyPoint, e Almost Perfect (Outubro de 2008), são compostos de mais aventuras da segunda temporada, além de Almost Perfect, que se passa após o final da segunda temporada "Exit Wounds". Into the Silence, Bay of the Dead, e The House that Jack Built (Maio de 2009), da mesma forma são definidos entre a segunda e terceira temporada do show. The House that Jack Built centra-se em parte na vida de Jack em 1906. Risk Assessment, The Undertaker's Gift, e Consequences (Outubro de 2009), também são definidos entre "Exit Wounds" e Children of Earth.

Jack como aparece na primeira revista em quadrinhos de Torchwood, arte de SL Gallant; o personagem é apresentado em uma série de mídias diferentes

Publicado pela primeira vez em janeiro de 2008, a mensal Torchwood Magazine começou ocasionalmente a incluir os quadrinhos de Torchwood, em que Jack também aparece. Um desses quadrinhos, escrito em 2009 por John Barrowman e sua irmã Carole E. Barrowman, "Captain Jack and the Selkie", expande a caracterização do Capitão Jack. Barrowman comenta que "Já concordamos em contar uma história que mostrasse um lado do Jack e uma parte de sua história que não havia sido muito explorada em outras mídias. Eu queria dar aos fãs algo original sobre o Jack". Torchwood Magazine também correu com o enredo de dez partes Rift War! de abril a dezembro de 2008. A primeira história em quadrinhos de Torchwood, "Jetsam", foi posteriormente coletada junto com Rift War! em uma graphic novel.
The Torchwood Archives, publicado após a segunda temporada em 2008, é um livro complementar escrito por Gary Russell que dá uma "visão privilegiada" da vida de Jack e da equipe Torchwood. O livro coleta e republica material auxiliar que apareceu no site de Torchwood nas duas primeiras temporadas, e fornece material novo, como datas aproximadas para coisas como o casamento de Jack, conforme relatado pelo narrador fictício do livro. O livro é composto por notas de arquivo fictícias, formulários pessoais, fotografias, recortes de jornais e memorandos de funcionários, e oferece revelações sobre o personagem que mais tarde seriam confirmadas pela série de televisão. Por exemplo, Archives menciona pela primeira vez a amante de Jack, Lucia Moretti, que é mencionada em Children of Earth. Em uma veia semelhante a The Torchwood Archives, mas de uma perspectiva do mundo real, "The Torchwood Encyclopedia" (2009) de Gary Russell expande "todos os fatos e números" para Jack e o mundo de Torchwood.
O personagem também é mencionado no romance de Dave Stone de 2006 Psykogeddon, onde um locutor do Mega-City News transmite um aviso de isenção de responsabilidade do pornógrafo Jason Kane – um personagem que Stone criou para o romance de 1996 de Doctor Who Death and Diplomacy – afirmando que qualquer semelhança entre Kane e "o notório bandido da Terra Amaldiçoada 'Capitão' Jack Harkness é uma coincidência puramente infeliz".
Jack faz uma breve aparição no romance de Doctor Who de 2021, The Ruby's Curse, de Alex Kingston.

## Caracterização

### Conceito e criação
"Eu queria que as crianças gostassem dele, e eu queria mulheres, homens, eu queria que todos gostassem dele. Mas primeiro eu queria que as pessoas o odiassem. Eu queria que eles pensassem que ele era arrogante e insistente e muito seguro de si mesmo. E eu queria que eles seguissem o arco da mudança que ele passou nos episódios finais de Doctor Who."

—John Barrowman
Ao nomear o personagem, o produtor executivo e escritor principal Russell T Davies se inspirou no personagem da Marvel Comics Agatha Harkness, um personagem cujo sobrenome Davies havia usado anteriormente para nomear personagens principais em Century Falls e The Grand. Davies afirma que reutilizar nomes (como Tyler, Smith, Harper, Harkness e Jones) permite que ele entenda o personagem na página em branco. As aparições originais de Jack em Doctor Who foram concebidas com a intenção de formar um arco de personagem no qual Jack é transformado de covarde em herói, e John Barrowman conscientemente se importou com isso em sua interpretação do personagem. Seguindo nesse arco, o episódio de estreia do personagem deixaria sua moralidade como ambígua, materiais publicitários perguntando: "Ele é uma força para o bem ou para o mal?"
O próprio ator John Barrowman foi um fator chave na concepção do Capitão Jack. Barrowman diz que, na época de sua escalação inicial, Davies e a produtora co-executiva, Julie Gardner explicaram a ele que "basicamente escreveram o personagem em torno de [John]". Davies havia escolhido Barrowman para o papel. Ao conhecê-lo, Barrowman experimentou o personagem usando seu sotaque escocês nativo, seu sotaque americano normal e um sotaque inglês; Davies decidiu que "tornou maior se fosse um sotaque americano". Barrowman conta que Davies estava procurando por um ator com uma "qualidade de ídolo de matinê", dizendo-lhe que "o único em toda a Grã-Bretanha que poderia fazer isso era você". Vários críticos de televisão compararam as atuações de Barrowman como Capitão Jack com as do ator Hollywoodiano Tom Cruise.
A introdução do personagem serviu para colocá-lo como um herói secundário e um rival do protagonista da série, o Doutor, simultaneamente paralelo à natureza alienígena do Doutor com a humanidade e o "coração" de Jack. John Barrowman descreve o personagem em sua aparição inicial como "um vigarista intergaláctico" e também um "agente do tempo desonesto" que ele define como "parte de um tipo de espaço CIA" e alude à ambiguidade moral de ter "feito algo no passado" e não saber "se é bom ou ruim porque sua memória foi apagada". O escritor Stephen James Walker observa que semelhanças foram encontradas entre Jack e Angel (David Boreanaz), o heroico vampiro da série americana Buffy, a Caça-Vampiros e seu spin-off Angel; Alan Stanley Blair, do SyFy Portal, apontou que "lutas nos becos, conhecimento do paranormal e uma tarefa indesejada de defender os indefesos são apenas algumas das correlações entre os dois personagens". Jack também foi comparado com a personagem-título da série americana Xena: A Princesa Guerreira, que apresentava um subtexto lésbico entre Xena (Lucy Lawless) e sua amiga íntima Gabrielle (Renée O'Connor). Polina Skibinskaya, escrevendo para AfterElton.com, um site americano de gays, observa que ambos são "personagens complexos" assombrados por seus erros passados. Além disso, como Xena, Jack é "o pior pesadelo de um basher gay: um super-herói queer empunhando armas e chutando bundas alegremente mastigando seu caminho através de incríveis cenas de luta". Um artigo acadêmico refere-se a Jack como "uma figura indestrutível Capitão Escarlate". Em um contraste comparativo, onde o Doutor é um pacifista, Jack está mais inclinado a ver meios violentos para alcançar fins semelhantes. O site BBC News refere-se ao papel de Jack dentro de Doctor Who como "[continuando] o que começou com Ian Chesterton e continuou depois com Harry Sullivan". Enquanto na série clássica as "companheiras" femininas às vezes eram exploradas e sexualizadas para o entretenimento do público predominantemente masculino, os produtores podiam reverter essa dinâmica com Jack, citando uma necessidade igual entre o público moderno de "olhar para homens bonitos". John Barrowman vinculou o maior número de mulheres assistindo ao programa como um fator chave para isso.
Jack é bissexual, e é o primeiro personagem de Doctor Who na televisão a ser abertamente outra coisa que não heterossexual. Na primeira aparição de Jack, o Doutor sugere que a orientação de Jack é mais comum no século 51, quando a humanidade lidará com várias espécies alienígenas e se tornará mais flexível sexualmente. Dentro da narrativa de Doctor Who, a orientação sexual de Jack não é especificamente rotulada, pois isso poderia se "tornar um problema". Ao criar Jack, Davies comenta "Eu pensei: 'É hora de você introduzir bissexuais adequadamente na televisão convencional'", com foco em tornar Jack divertido e fanfarrão, em oposição a negativo e angustiado. Davies também expressa que não fez o personagem bissexual "por nenhum princípio", mas porque "seria interessante do ponto de vista narrativo". Os rótulos relacionados à bissexualidade "pansexual" e "omnisexual" também são frequentemente aplicados ao personagem. O escritor Steven Moffat sugere que questões de orientação sexual nem sequer entram na mente de Jack; Moffat também comenta "Parecia certo que o James Bond do futuro iria para a cama com qualquer um." Dentro de Torchwood, o personagem se refere às classificações de orientação sexual como "extraordinárias". Em entrevista ao Chicago Tribune, John Barrowman explicou que "[Ele] é bissexual, mas no reino do show, nós o chamamos de omnisexual, porque no show, [os personagens] também fazem sexo com alienígenas que assumem a forma humana, e sexo com homem-homem, mulheres-mulheres, todos os tipos de combinações." O termo também é usado uma vez, no universo, no romance The House that Jack Built, quando Ianto comenta a observação de uma mulher sobre Jack: "Ele prefere o termo 'omnisexual'".

### Figurino

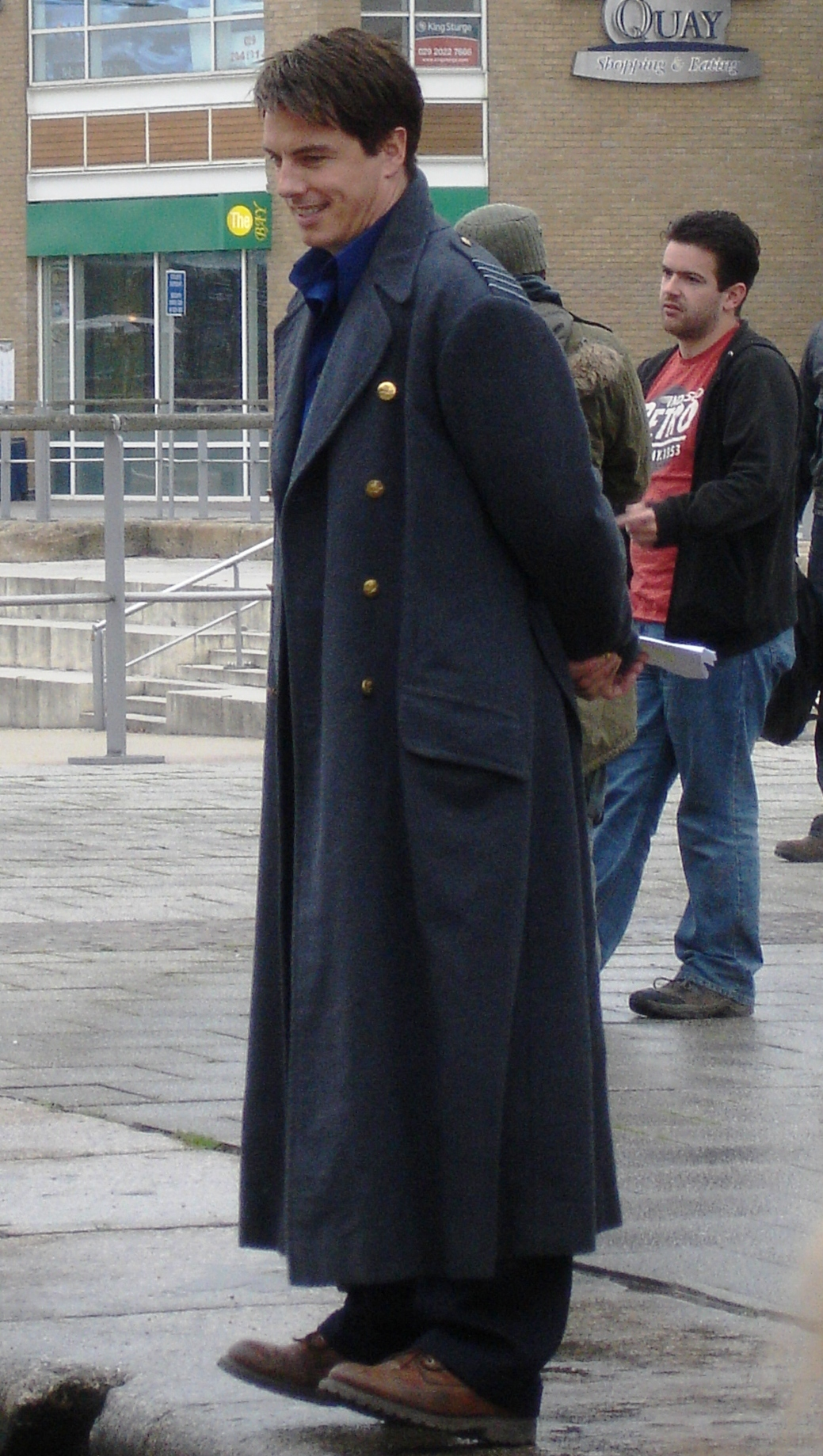
John Barrowman com o distintivo sobretudo da Segunda Guerra Mundial do Capitão Jack durante as filmagens de Torchwood

Enquanto em suas primeiras aparições em Doctor Who, Jack não tinha um figurino definido, Torchwood estabeleceu um visual contínuo para Jack que lembrava o de sua primeira aparição em Doctor Who. O design foi descrito como "uma peça icônica da cultura de ficção científica". Um redator da Wired atribui muito do apelo de Jack ao casaco: "Acho que tem muito a ver com aquele casaco que ele sempre usa. Casacos são legais, assim como fez e arco gravatas e Stetsons. A única diferença é que o Capitão Jack nunca lhe diz que o casaco dele é legal. Apenas é." De fato, em seu ensaio "Fashioning Masculinity and Desire", Sarah Gilligan atribui a popularidade de Torchwood — assim como a do personagem — ao figurino. Ela credita o sobretudo por ajudar a moldar a masculinidade do personagem e argumenta que o traje de Jack cria seu próprio discurso "através do qual flui o drama de fantasia e o escapismo do cinema Post Heritage".
Durante as aparições iniciais de Jack em Doctor Who, Russell T Davies manteve uma teoria "indecisa" de que Jack se vestiria especificamente para o período de tempo em que estava, para contrastar com o Doutor que se veste da mesma onde e quando for. Ele é apresentado vestindo um greatcoat nos episódios da Segunda Guerra Mundial, mas muda para jeans modernos no episódio contemporâneo "Boom Town" e couro preto em episódios futuristas. Davies admite que esta foi uma "ideia um pouco esfarrapada" e decidiu que Jack "nunca parecia melhor do que quando ele estava em sua roupa da Segunda Guerra Mundial". Do piloto de Torchwood em diante, Harkness mais uma vez usa roupas militares de época da Segunda Guerra Mundial, incluindo suspensórios e um sobretudo de lã de oficial em todas as sua aparições. O figurinista Ray Holman comentou em uma entrevista a Torchwood Magazine que "Nós sempre quisemos manter o visual do herói da Segunda Guerra Mundial para ele, então todas as suas roupas têm um sabor dos anos 1940". Como se esperava que o personagem "corresse muito", Holman redesenhou o sobretudo de seu capitão do grupo da RAF de Doctor Who para torná-lo mais fluido e menos "pesado". Os outros trajes de Jack são "vagamente baseados em tempos de guerra", como as calças estão "ficando cada vez mais estilizadas para se adequar à sua figura". Holman explica que na verdade existem cinco casacos do Capitão Jack usados no programa. A "versão do herói" é usada para a maioria das cenas, enquanto há também um casaco molhado feito com tecido pré-encolhido, casaco de corrida que é um pouco mais curto para evitar que os saltos fiquem presos e dois "casacos de dublê" que foram "casacos de herói" na primeira temporada." Davies sente que o uniforme militar reforça a ideia de que o personagem "gosta de sua identidade de Capitão Jack Harkness". Julie Gardner descreve o casaco como "épico, clássico e dramático", enquanto o diretor Brian Kelly acredita que dá a Jack "um toque e uma presença".
Para Miracle Day, Davies contratou a nova figurinista Shawna Trpcic (anteriormente figurinista de Angel, Firefly e Dollhouse) para criar um novo design de casaco. Isso foi parcialmente motivado pelo clima mais quente de Los Angeles; as filmagens no País de Gales exigiram que Barrowman vestisse roupas muito mais quentes. O novo casaco é feito sob medida por designers italianos e, na verdade, é uma mistura de lã de caxemira, onde o anterior era algodão. Trpcic diz que "só queria modernizá-lo, dar-lhe um ajuste mais moderno, mas deixar o drapeado e mantê-lo como uma capa". Trpcic sentiu-se preparada para o trabalho de redesenhar o casaco por causa de seu trabalho anterior em Firefly, costurando para Capitão Malcolm Reynolds de Nathan Fillion: "Estou meio acostumada aos icônicos casacos de capitão e a importância de nos mantermos fiéis ao que os torcedores esperam e ao que precisamos". A jornalista Maureen Ryan comentou que o novo casaco está "muito melhorado" e o redesenho "dá ao casaco o tipo de movimento e arrogância que Jack traz consigo em todas as aventuras".

### Desenvolvimento
O personagem é descrito como "letalmente charmoso... bonito e totalmente cativante", bem como "paquerador, astuto, inteligente e um pouco de homem de ação". Dentro de Doctor Who, a personalidade de Jack é relativamente alegre, embora isso mude na primeira temporada de Torchwood, onde ele se torna um personagem mais sombrio. Na primeira temporada de Torchwood, Jack foi moldado por sua busca contínua pelo Doutor e também por seu papel como líder, no qual ele é predominantemente mais distante. Em Torchwood, ele ocasionalmente perguntava ou meditava sobre a vida após a morte e religião, simpatizar com o desejo de um homem de morrer. Retornando na terceira temporada de Doctor Who, Jack indica que agora mantém uma perspectiva menos suicida do que antes. Na segunda temporada de Torchwood, Jack se tornou um personagem muito mais alegre novamente, depois de aparições em Doctor Who, onde ele se reuniu com o Doutor. Na terceira temporada de Torchwood, o público vê um pouco do "lado mais sombrio" de Jack, bem como "os segredos que Jack tem, as pressões, o drama e o trauma que carrega nos ombros".
Lynnette Porter comenta a relação de Jack com as teses do estudioso Lord Raglan sobre 'o herói' na ficção. Porque Jack é imortal e sempre volta dos mortos, Porter argumenta que Jack não pode literalmente cumprir o "aspecto da morte física" dos critérios de Raglan para um herói. No entanto, Jack tem várias mortes simbólicas. Por exemplo, na última cena de "Children of Earth". Porter observa que os ângulos da câmera enfatizam o perfil de Jack como um homem solitário no topo de uma colina em Cardiff, partindo. Esta cena de "ir embora para sempre" contra o pano de fundo da cidade que ele protegeu há muito tempo, sugere a morte da persona do Capitão Jack; nas palavras de Porter, "o capitão imortal 'morre' no topo de uma colina no País de Gales na conclusão da minissérie "épica", "épico" sendo tradicionalmente o gênero de heroísmo. O blog político americano Daily Kos afirma que Jack "certamente pode ser caracterizado como um herói byroniano, uma figura trágica com um traço de melancolia, heroico ainda incompreendido, ousado, mas precipitado. Mais importante ainda, sua sexualidade é um aspecto único de um personagem muito mais complexo e falho." G. Todd Davis examina as maneiras pelas quais Jack se conforma ao tropo do personagem herói byrônico. Fisicamente, ele identifica Jack como moreno e incrivelmente bonito, com físico masculino; ele é inteligente e consciente disso, ao ponto de um complexo de superioridade; ele exige lealdade inquestionável, tem segredos culpados em seu passado e é abnegado. Para isso, Davis lista Jack ao lado de Milton de Paradise Lost, Shelley de Prometheus, e também Angel de Buffy, entre outros.
Como um show, Torchwood é altamente intertextual. A consequência disso é que muitos lados de Jack são mostrados em várias mídias. Um comentarista acha que isso enfatiza o lugar central de Jack no desenvolvimento e mudança dos heróis modernos de ficção científica. A popularidade inesperada do personagem com uma infinidade de públicos, mais tarde moldaria suas aparições como um "herói de ação" tradicional e como um modelo positivo para os espectadores mais jovens. Barrowman também observa que "A beleza do Capitão Jack, é uma das razões pelas quais eu acho que, como ator, eu caí de pé, é que ele é popular com um público em Torchwood e com outro em ' Doutor Who."

#### Ambiguidade moral
Em vários casos em Torchwood, Jack não mostra escrúpulos em matar uma pessoa de qualquer espécie, que dentro de Doctor Who, permite que o personagem de Jack aja de maneiras que o personagem principal não pode. Barrowman comenta: "Ele fará coisas que o Doutor não faria... [como] lutar. Jack matará. E o Doutor, de certa forma, sabe disso, então ele deixa Jack fazer isso. Eu diria que Jack é o herói companheiro." Um flashback na terceira temporada de Torchwood mostra o Capitão Jack sacrificando doze crianças a alienígenas para salvar milhões de vidas. Davies sente que a terceira temporada de Torchwood é um "conto de retribuição e talvez redenção" para o Capitão Jack, que sofre "dano máximo" quando seu amante Ianto é morto. Davies escolheu que Ianto morresse para que Jack fiquasse danificado o suficiente para sacrificar seu neto para destruir os mesmos alienígenas.
Ao se reunir com o Doutor na terceira temporada de Doctor Who, ele é dito "não se atreva" ao apontar uma arma, e repreendido ao contemplar quebrar o pescoço do Mestre. Testemunhando o assassinato de seu colega Owen em Torchwood, Jack atira em seu assassino na testa, matando-o em um ato de vingança rápida. Enquanto o Doutor repreende Jack por se juntar ao Instituto Torchwood (uma organização que ele percebe como xenófoba e agressiva), Jack afirma que reformou o Instituto à imagem do Doutor; O próprio Jack havia inicialmente criticado as falhas morais de um Torchwood do século XIX. O ator Gareth David-Lloyd descreve o Torchwood do século 19 como "bastante implacável e malvado" e "do outro lado" de Jack e o Doutor. Através de Jack, cuja perspectiva é ampliada por suas experiências em outros planetas e épocas, a organização conseguiu se tornar menos jingoísta. Um artigo acadêmico, que compara Torchwood com a série dramática americana 24, opina que as atitudes de Jack tornam o ethos do programa amplamente antitético ao de 24. Porque Jack explora a "complexidade de negociar diferentes visões de mundo, valores culturais, crenças e códigos morais" por meio de uma estrutura estabelecida pelo Doutor, para "valorizar a vida, apoiar os princípios democráticos e o igualitarismo e proteger aqueles que não podem se proteger", consequentemente "O mundo de Torchwood é descrito, não como o dicotômico "nós" (ou Estados Unidos) e "outro" de Jack Bauer de 24, mas como o mundo onipolítico, onissexual e onicultural de Jack Harkness." Porter descobre, no entanto, que, como Bauer, Jack salva o mundo usando meios igualmente moralmente cinzentos quando tortura Beth, a agente adormecida, em "Sleeper", a fim de evitar um ataque interplanetário.
Embora os heróis de ficção científica tenham, argumenta Porter, "ficado mais grisalhos com o tempo", Jack representa a partir de "Children of Earth" uma culminação dessa tendência, resultando em uma "devolução/desconstrução completa do herói tradicional". Em "Children of Earth", Jack tem que sacrificar seu próprio neto para salvar o mundo. Barrowman estava preocupado que o enredo poderia ter tornado o personagem impopular. Ele acredita, no entanto, que Jack recebeu a difícil decisão de como salvar a humanidade; o ator diz que "quando li todas as coisas que ele tinha que fazer, tive que olhar do ponto de vista de 'Sou Jack Harkness e estou certo'." Para Lynnette Porter, as ações de Jack na série fazem dele "uma referência para heróis [moralmente] cinzentos"; algumas pessoas podem até vê-lo, à luz de suas ações, como "vilão ou francamente monstruoso." Embora Jack finalmente salve a maioria das crianças do mundo e encontre uma maneira de frustrar o monstruoso 456, a situação em que ele é colocado o força a tomar uma decisão moralmente difícil (e para alguns espectadores, repreensível). Tal, argumenta Porter, é a marca de um herói cinza. Davies afirmou em uma entrevista com SFX que ele "amou" a reação ruidosa às ações de Jack, defendendo o personagem ao dizer "Ele salvou todas as crianças do mundo! Se você falhar em fazer isso, então você é o monstro, francamente. É esse tratamento extraordinário que apenas os heróis de ficção científica recebem." Quando Jack está partindo da Terra, a música que toca é intitulada "Redemption", significando que sua partida também é talvez seu ato redentor na série.

#### Rosto de Boe
Russell T Davies se referiu a uma cena em "Last of the Time Lords" como promovendo uma teoria de que Jack pode um dia se tornar o personagem recorrente "o Rosto de Boe" (uma grande e misteriosa cabeça sem corpo em uma caixa de vidro) como consequência de sua imortalidade e envelhecimento lento. O Rosto apareceu pela primeira vez no episódio de 2005 "The End of the World", aparecendo três vezes e mantendo uma presença até o final da temporada de 2007. Barrowman descreveu a si mesmo e David Tennant como sendo "tão empolgados" a ponto de "pular gritando" quando leram a fala de Jack sobre o rosto de Boe, comentando que "foi provavelmente o momento mais excitante que tivemos durante as filmagens dessa série." O Rosto de Boe tinha sido originalmente uma linha descartável em um roteiro para "The End of the World"; porque criar o personagem parecia caro, o Rosto foi quase descartado e substituído. No entanto, o designer de efeitos especiais Neil Gorton adorou a ideia e pressionou para garantir que o personagem vivesse. Davies adorou o design de Gorton e, para sua surpresa, o personagem foi escrito em episódios futuros e se tornou fundamental na terceira temporada. Em um romance spin-off, The Stealer of Dreams (2005), o Capitão Jack faz uma referência ao Rosto de Boe como uma figura famosa. Davies concebeu a ideia de que os dois personagens poderiam estar conectados no meio da produção da temporada de 2007.
Barrowman afirma que quando os fãs perguntam a ele se Jack é realmente o Rosto de Boe, ele diz que acredita que é e afirma que ele e Davies acreditam que isso seja verdade "em [seu] pequeno mundo"; o link é "não confirmado" no texto do programa. Quanto a "como" Jack se torna o Rosto, Barrowman sente que a resposta não importa, pois é intencionalmente misterioso. Barrowman gosta que os personagens estejam conectados porque significa que, apesar de como o Doutor inicialmente trata Jack, "Boe se torna seu confidente e aquele a quem o Doutor retorna para obter conselhos e informações", o que ele sente ser uma "maravilhosa reviravolta dos eventos". No entanto, Davies opta por não confirmar (dentro da narrativa da história) se Jack é ou não o Rosto de Boe, afirmando que "no momento em que se torna muito verdadeiro ou muito falso, a piada morre". Ele recusou a publicação de romances e histórias em quadrinhos derivadas que tentaram vincular definitivamente os dois.
Em relação a Miracle Day, onde Jack se torna mortal, os críticos abordaram Barrowman e Davies sobre as implicações de tal movimento para o futuro potencial de Jack como o Rosto de Boe. Barrowman afirmou que as regras abertas do gênero de ficção científica significavam que Jack ainda poderia se tornar o Rosto de Boe mesmo depois de Miracle Day. Por outro lado, Davies fez questão de enfatizar que a possibilidade de Jack se tornar o Rosto de Boe permaneceu "conjectura", e que a possibilidade permaneceu de que Jack não sobreviveria ao Miracle Day, acrescentando "Você sabe como eu amo matar pessoas."

### Relacionamentos

#### Ianto

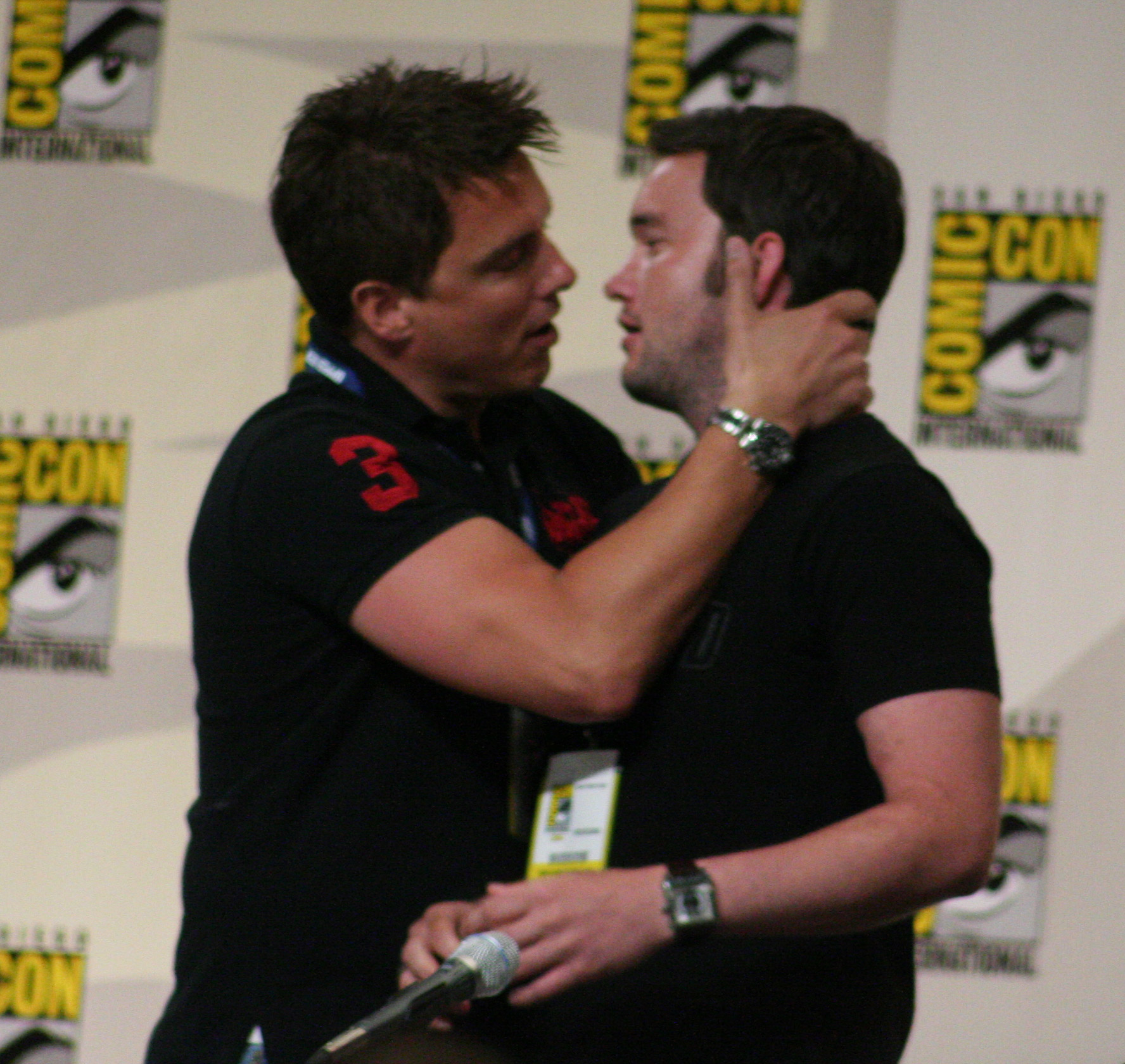
Barrowman (Jack) e David-Lloyd (Ianto) se beijando durante a San Diego Comic-Con em 2008.

Em uma entrevista a Doctor Who Magazine, Barrowman descreveu o amor de Jack por Ianto como "luxurioso", e explicou: "Eu não acho que ele se estabeleceria com Ianto. Ele poderia, mas ele deixa Ianto saber que ele [Jack] tem que brincar ao lado". A estreia da segunda temporada de Torchwood mostra Jack convidando Ianto para um encontro, depois de descobrir que Gwen está noiva. John Barrowman e Gareth David-Lloyd opinaram em uma entrevista na Comic-Con para perguntas dos fãs de que o relacionamento de Jack com Ianto trouxe à tona a empatia de Jack e ajudou a alicerçá-lo. John Barrowman disse em uma entrevista que Ianto "traz à tona o "humano" em [Jack]" e "traz mais... empatia porque ele realmente se apaixonou por alguém e ele realmente se importa com alguém... [o que] o torna quente para outras pessoas... [e] o torna mais acessível." Na mesma entrevista, Gareth David-Lloyd disse sobre o relacionamento e seu personagem que "acho que Ianto sempre o fez se importar e esse é realmente o coração do show". No entanto, Stephen James Walker sente que o relacionamento de Jack com Ianto é unilateral; Ianto parece sentir que o relacionamento é "sério e comprometido", mas enquanto dança com Gwen em "Something Borrowed", Walker acredita que Jack parece equiparar seu relacionamento com Ianto a nada mais do que uma "atividade recreativa", e considera "óbvio que Jack só tem olhos e pensamentos para Gwen". O romance The House that Jack Built inclui uma cena em que Ianto confidencia a Gwen que sabe que para Jack ele é "apenas uma trepada", embora revela que o relacionamento significa mais para ele. No mesmo romance, no entanto, ele também se refere a si mesmo na frente de Jack como seu "namorado". Quando Ianto expõe essas mesmas inseguranças para Jack na peça de rádio "The Dead Line" (pouco antes de "Children of Earth"), no entanto, Jack insiste "Você nunca será apenas um pontinho no tempo, Ianto Jones. Não para mim."

Jack beija Ianto uma última vez

Assim como o relacionamento de Jack e Ianto está se desenvolvendo, Ianto morre, em "Children of Earth" (2009). Enquanto alguns fãs se sentiram "enganados" por não ver o relacionamento se desenvolver ainda mais, Davies explica que sua intenção era aumentar a tragédia por também ser uma perda potencial, afirmando: "Você sofre por tudo o que eles poderiam ter sido. Tudo o que você esperava para eles." Para fins dramáticos dentro da história, Davies explica que a morte de Ianto foi necessária para que Jack fiquasse danificado o suficiente para sacrificar seu próprio neto. Gareth David-Lloyd sente que a falta de resolução para a história de amor é "parte da tragédia". Lynnette Porter sente que a morte de Ianto pretende ser um divisor de águas em que Jack perde sua eficácia como herói. Pelo menos por um tempo, um Jack de luto perde o foco e desiste; dentro de alguns meses, Jack foge da Terra e seu papel como o herói esperado. Alguns fãs ficaram descontentes com a cena da morte de Ianto e o fim do relacionamento, e alguns até acusaram um dos escritores de "incitar deliberadamente os shippers". Após a morte de Ianto, em "The End of Time" (2010), o Doutor configura Jack com um novo interesse romântico, Alonso Frame (Tovey). Os fãs de Ianto, que se sentiram enganados pela morte do personagem, não gostaram desse desenvolvimento. GayNZ.com comparou a situação com a reação dos fãs de Buffy ao relacionamento de Willow com Kennedy (Iyari Limon) na sétima temporada de Buffy, após a morte de Tara na sexta.
Ianto faz uma aparição pós-morte no drama de áudio de 2011 "The House of the Dead". Encontrando o espírito de Ianto em um local assombrado no País de Gales, Jack e Ianto têm permissão para um adeus final. Sem Ianto em sua vida, Jack deseja ser arrastado para a fenda do espaço-tempo de Cardiff enquanto ela se fecha em uma tentativa de suicídio. Ianto engana Jack para deixar a Casa dos Mortos, no entanto, apesar da possibilidade de ressurreição. Como eles são forçados a se separar para sempre pelo fechamento da fenda, o casal declara seu amor um pelo outro pela primeira e última vez.

#### Gwen
Barrowman afirma em um vídeo nos bastidores que Gwen traz um "pouco de alma" de volta para Jack, após seu recrutamento. Em uma entrevista de 2007, Eve Myles, interprete de Gwen, descreve a relação entre Jack e Gwen como um "amor palpável" e opina que "com Jack e Gwen, é a coisa real e eles vão fazer você esperar por isso." As duas primeiras temporadas sugerem a possibilidade de tensão romântica e sexual por trás do relacionamento de trabalho de Jack e Gwen, com Stephen James Walker se baseando na sequência de tiro no episódio "Ghost Machine" como exemplo, bem como a cena em que Jack descobre que Gwen ficou noiva de Rhys em "Kiss Kiss, Bang Bang", na estreia da segunda temporada. O Locksley Hall do AfterElton.com conjectura que Jack se sente atraído por Gwen por causa de "seu calor, seu senso de justiça, sua simplicidade e falta de glamour", enquanto Eve Myles explica a atração de Gwen por Jack, afirmando: "a mulher mais monogâmica do mundo provavelmente iria para ele – seria difícil não ir". Valerie Estelle Frankel descreve Jack como um "trapaceiro convincente", que representa os desejos particulares de Gwen com seu "flerte ultrajante". Ela sugere que Jack (ao contrário de Rhys) não é maduro o suficiente para ocupar o papel de "príncipe firme" para Gwen, enquanto Barrowman sente que se Jack fosse se estabelecer com ela, "ele teria que se comprometer completamente"; é por isso que ele não age de acordo com seus sentimentos, porque embora Gwen o deixasse flertar com outras pessoas, ele "nunca poderia se dar ao luxo de fazer mais nada". Gareth David-Lloyd, que interpretou Ianto, sente que para Jack "há dois tipos diferentes de amor acontecendo lá", e que Jack sente por Gwen e Ianto de maneiras diferentes, embora ambos o tenham ajudado a se tornar menos emocionalmente isolado. Lynnette Porter sente que parte da razão pela qual Jack deixa a Terra na conclusão de "Children of Earth" é a idealização de Jack por Gwen, que é tão intensa que ele não suporta olhar para ela após a morte de Ianto. Gwen espera que ela seja motivo suficiente para Jack ficar na Terra, mas Jack está pronto para desistir de qualquer adoração de herói porque se sente indigno.
Um comunicado de imprensa para a quarta temporada de Torchwood afirma que Jack é trazido de volta à Terra por causa de seu "amor não declarado" por Gwen, que por sua vez ainda sente algo por Jack e sente falta da vida emocionante que ela levou ao lado dele. Enquanto o escritor principal de "Miracle Day" Russell T Davies afirma em resposta a uma pergunta feita por AfterElton que ele "odeia" a ideia de tensão romântica entre Gwen e Jack, a produtora executiva Julie Gardner responde afirmando "Eles se amam. Claro que sim." Myles acredita que na quarta temporada, Gwen e Jack têm uma "relação amor-ódio-amor" que se assemelha de diferentes maneiras a uma relação de irmãos, uma relação conjugal e também "a amizade mais forte". O episódio sete de Miracle Day apresenta uma cena em que Jack ameaça Gwen com violência depois que ela afirma que o mataria para salvar sua filha. A escritora Jane Espenson explica que os dois personagens têm necessidades diferentes e que isso significa que eles inevitavelmente "confrontam como lâminas de aço". Simon Brew de Den of Geek elogia a dinâmica entre Gwen e Jack na quarta temporada, descrevendo-os como "um ato duplo fantástico" e afirma que "Torchwood está no, ou perto, do seu melhor quando os dois estão trabalhando em conjunto".

## Recepção crítica e impacto

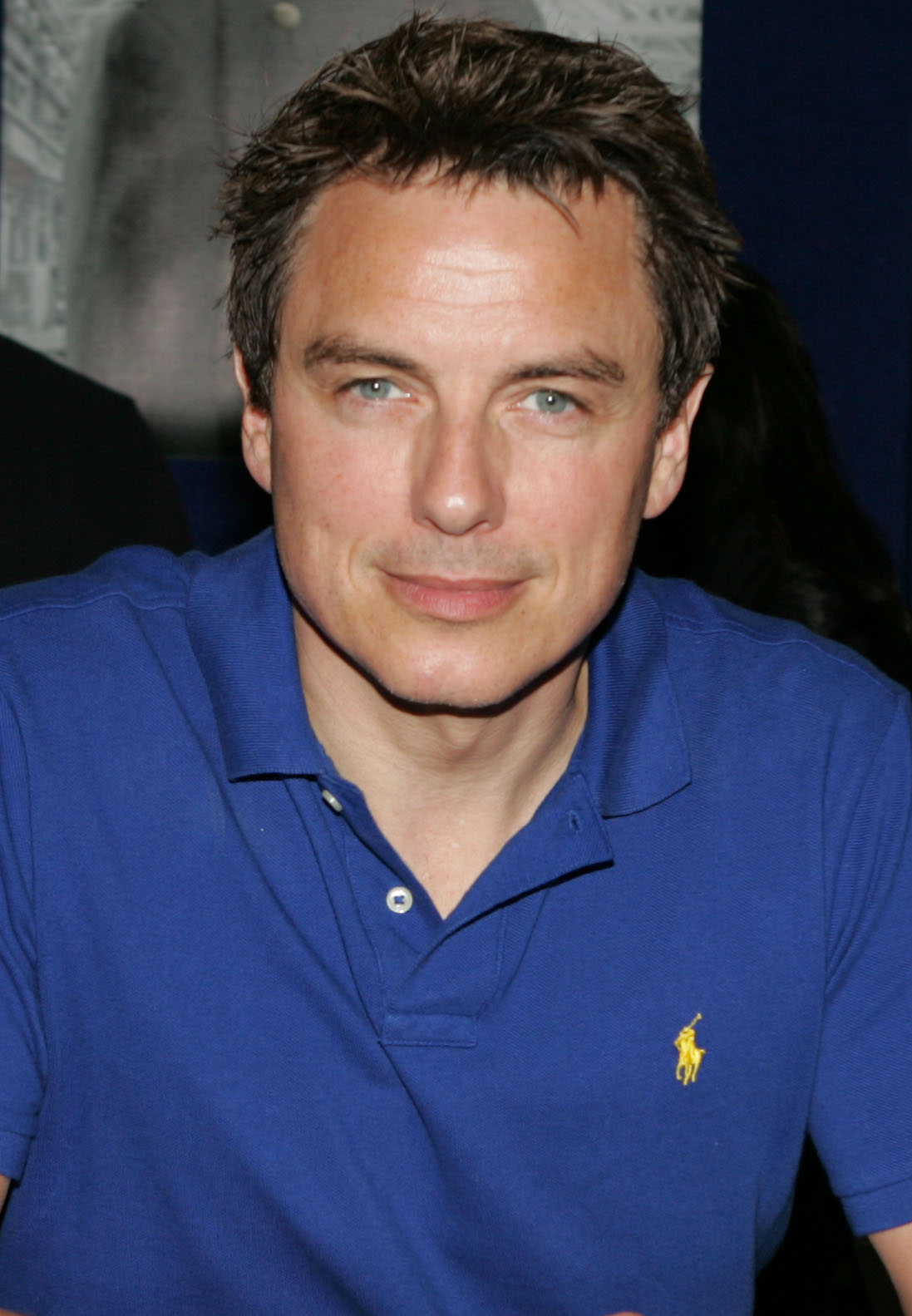
Retratar Harkness elevou o perfil de John Barrowman

Após a introdução inicial do personagem na série revivida de Doctor Who, o personagem se tornou incrivelmente popular entre os fãs, na medida em que Russell T Davies e Julie Gardner criaram uma série spin-off, Torchwood, centrada principalmente em torno do personagem. The Times descreveu o inegável sucesso do personagem como tendo impulsionado o ator John Barrowman ao "status de Tesouro Nacional". Por seu papel como Capitão Jack, John Barrowman foi indicado para Melhor Ator no BAFTA Cymru Awards de 2007, e novamente para "Children of Earth" no TV Choice Awards de 2010, contra Matt Smith, o interprete do Décimo primeiro Doutor. Harkness também foi listado como número nove pela TV Squad entre os "Dez personagens mais misteriosos da televisão", atrás do Décimo Doutor, que foi listado como número três. John Barrowman, que também é gay, foi classificado na Pink List do Independent on Sunday, uma lista dos gays mais influentes da Grã-Bretanha, em 2007, 2008 e 2009 com o Independent comentando que "A prova de sua popularidade veio com o sucesso contínuo de seu bissexual Capitão Jack Harkness em Torchwood de Russell T Davies". Parte da mística de Jack era seu sex appeal, heroísmo fanfarrão e apetite sexual. Antecipando o retorno do personagem na terceira temporada de Doctor Who, após um sucesso na primeira temporada de Torchwood, a grande mídia saudou seu retorno.
Capitão Jack passou a se tornar uma figura reconhecível na consciência pública britânica, e atraiu algumas paródias. Essas paródias frequentemente ecoam críticas tanto do personagem quanto da interpretação de Barrowman. O personagem de Jack Harkness foi parodiado várias vezes no programa de televisão impressionista satírico Dead Ringers. Interpretado por Jon Culshaw, o show zomba de sua bissexualidade e aparente campness, bem como sua personalidade melodramática em Torchwood. Em um esboço, ele caminha bizarramente em direção à câmera, beijando um policial ao passar por ele. Em outro esboço, ele pode ser visto fazendo um trio com dois Cybermen, uma raça de ciborgues de Doctor Who. A colunista de tecnologia satírica Verity Stob escreveu uma paródia da primeira temporada de Torchwood no estilo da peça de rádio de Dylan Thomas Under Milk Wood, chamada Under Torch Wood. Esta paródia descreveu o Capitão Jack como "o bicon insone; confortável como um hobbit, bonito como um coroinha, imortal como dióxido de carbono, de madeira como um cavalo." A onipresença de Barrowman, no entanto, provocou até críticas ao personagem. Jim Shelley do Daily Mirror, em sua resenha de "Children of Earth", disse: "Ao contrário do Doutor de David Tennant, as intermináveis aparições de Barrowman em bobagens amigáveis como Tonight's the Night, The Kids Are All Right e Any Dream Will Do, é tão superexposto, 'Capitão Jack' é tão intrigante ou alienígena quanto um Weetabix e duas vezes mais irritante. Ao contrário de Tennant, como ator ele não é bom o suficiente." O jornalista de televisão Charlie Brooker, em sua revisão Screenwipe de 2009 criticou Barrowman, com foco em sua atuação. "Harkness é, claro, um homem misterioso. Você não pode dizer o que ele está pensando apenas olhando para o rosto dele... não importa o quanto Barrowman tente."
O reconhecimento do personagem se estende para fora do Reino Unido. Em um episódio de Halloween da série de drama americano de 2008 Knight Rider, o personagem Billy Morgan (Paul Campbell) se veste de Capitão Jack, a quem ele se refere como "o bissexual que viaja no tempo". Jack representa um novo personagem arquétipo, do qual outros escritores começaram a desenhar. Por exemplo, o escritor de quadrinhos Peter David reflete que ao escrever o personagem da Marvel Comics Shatterstar, ele "até certo ponto..., sua personalidade foi do Capitão Jack Harkness" na medida em que ele é "fantástico, entusiasmado e sexualmente curioso sobre qualquer coisa com pulso". Em 2009, o show de variedades de Barrowman Tonight's the Night transmitiu uma cena humorística especialmente escrita de Doctor Who roteirizada por Russell T Davies. Na cena, Barrowman aparece inicialmente como Capitão Jack confrontando um alienígena a bordo da TARDIS que afirma ser o Doutor. No entanto, David Tennant aparece como ele mesmo e John Barrowman é revelado como o Capitão Jack no set da TARDIS. Figuras de ação também foram criadas à semelhança do ator, o que Barrowman diz ser um "sonho de longa data".
| “                  | Eu assisto muita ficção científica na televisão, e é um mundo particularmente assexuado. Com muito do material da América, acho que personagens gays, lésbicas e bissexuais são massivamente sub-representados, especialmente na ficção científica, e eu não estou preparado para aturar isso. É um gênero muito machista, movido a testosterona em geral, muito escrito por homens heterossexuais. Acho que Torchwood possivelmente tem o primeiro herói masculino bissexual da televisão, com uma sexualidade muito fluida para o resto do elenco também. Somos um farol na escuridão. | ” |
| — Russell T Davies | |   |

Na mídia, Jack é descrito como o "primeiro companheiro abertamente gay" e como um "bissexual bonitão". A notabilidade de Jack é em grande parte devido à sua representação mainstream de um homem bissexual na televisão de ficção científica, para quem a identidade sexual é "uma questão de fato", e não um problema. A normalidade com que a orientação de Jack é considerada dentro de Doctor Who incorpora parte de uma declaração política sobre a mudança de visão da sociedade sobre a homossexualidade. A distinta flexibilidade da sexualidade de Jack contribuiu diretamente para a popularidade e interesse público do personagem. A abertura da sexualidade de Jack abriu novos caminhos, os rótulos "pansexual" e "omnisexual" sendo aplicados ao personagem de vez em quando. Em "The Parting of the Ways", Jack beijou Rose e o Doutor nos lábios, o último sendo o primeiro beijo do mesmo sexo na história do programa. Apesar da ousadia da primeira personagem lésbica, gay ou bissexual na série, houve muito pouco alvoroço sobre a personagem, embora tenha havido alguma controvérsia no momento da introdução de Jack. Especulando, Barrowman tenta vincular a popularidade de Jack com esse retrato, observando: "Acho que o público só entende Jack porque ele é honesto... finalmente ver um personagem que não se importa com quem ele flerta, acho que é um pouco revigorante."
A presença do personagem no horário nobre da televisão gerou discussão sobre a natureza da bissexualidade em vários veículos onde normalmente ela é desprezada ou negligenciada. Channel4.com cita Jack como um modelo positivo para adolescentes gays e bissexuais, onde pouco esteve presente para este público em anos passados e, posteriormente, levando a uma maior cultura de tolerância. Dr Meg-John Barker escreveu para o Journal of Bisexuality que embora "a palavra "b" não seja usada durante o show", Jack é um dos primeiros personagens positivos e claramente bissexuais na televisão britânica. Ela ressalta, no entanto, que Jack mantém alguns elementos de estereótipos bissexuais, particularmente em sua promiscuidade "extravagante". Jack também foi citado na América para contrastar os retratos de personagens não heterossexuais na televisão convencional nos EUA e no Reino Unido. Gary Scott Thompson, produtor do revival de 2008 de Knight Rider, disse: "Se eu pudesse usar Jack em Torchwood como um modelo – eu absolutamente o usaria como um modelo – Eu amo o conflito dele sobre... todo mundo".
Os leitores do AfterElton.com votaram em Jack como o décimo melhor personagem de televisão gay ou bissexual de todos os tempos, a enquete acabou sendo vencida por Brian Kinney, um personagem da versão norte-americana de Queer as Folk que foi desenvolvida por Ron Cowen e Daniel Lipman da série britânica criada por Russell T Davies. O site elogiou Jack – um dos dois únicos personagens bissexuais na lista de 25 – por ter os lados "durão" e "terno" de sua personalidade, como visto no episódio "Captain Jack Harkness" de Torchwood. Entre os personagens de ficção científica, Jack também liderou outra lista dos principais personagens do AfterElton, batendo John Constantine deHellblazer pelo primeiro lugar, comentando sobre a representação de Jack de uma "abordagem 'pós-gay' para temas sexuais" e premiando-o com um total de 10/10 por significado cultural. Para o AfterElton 2008 Visibility Awards, Jack ganhou o prêmio de Personagem de TV Favorito. O site comentou que "ao contrário de praticamente todos os outros personagens de ficção científica da TV, protagonistas ou coadjuvantes, o Capitão Jack também é abertamente bissexual. Ironicamente, essa "pequena" mudança serviu para ajudar a tornar o gênero de ficção científica, por muito tempo o bastião definitivo dos homens heterossexuais, acessível não apenas para pessoas LGBT, mas também para mulheres heterossexuais, que também gostam da abordagem alternativa da série sobre a sexualidade." O terceiro prêmio ganho por Torchwood, depois de Drama e Personagem de TV Favorito, foi ganho por Jack e Ianto para Melhor Casal, para o qual o editor comentou "Torchwood é revolucionário não apenas porque os produtores se atrevem a colocar abertamente personagens bissexuais (ou no caso de Jack "omnissexuais") no cenário anteriormente sacrossanto da ficção científica; é também que apresenta esses personagens bissexuais de uma maneira surpreendentemente prática. Não há desculpas, não há minimização e nem moral, apenas um bom romance e aventura à moda antiga."